# Xenorhina varia
Xenorhina varia är en groddjursart som beskrevs av Günther och Richards 2005. Xenorhina varia ingår i släktet Xenorhina och familjen Microhylidae. Inga underarter finns listade i Catalogue of Life.
Groddjuret är endast känt från fyndplatsen på ön Yapen nära Nya Guinea. Arten lever i bergstrakter mellan 1000 och 1150 meter över havet. Den vistas i regnskogar. Exemplaren klättrar ofta i träd och når 8 meter över marken. En annan individ hittades i en håla bredvid skogskanten. Antagligen förekommer ingen metamorfos.
Skogsröjningar sker främst i lägre trakter. Populationens storlek är okänd. IUCN listar arten med kunskapsbrist (DD).